# Paulinho Guerreiro
Pour les articles homonymes, voir Paulinho (homonymie).
Paulo José de Oliveira, dit Paulinho Guerreiro ou encore Paulinho, né le 9 mars 1986 à São José dos Campos au Brésil, est un footballeur brésilien qui joue en faveur du club suédois d'Hammarby IF en Allsvenskan.
Il termine meilleur buteur de l'édition 2018 de l'Allsvenskan avec le BK Häcken en marquant 20 buts.

## Biographie

### Début en Suède (2007-2011)

#### BK Häcken (2007-2010)
En 2007, Paulinho signe au BK Häcken qui joue alors en Superettan la deuxième division suédoise. Il dispute aussi avec son club pour sa première saison la Coupe UEFA de l'édition 2007-2008. Il marque le but de qualification de son équipe lors d'un déplacement en Islande contre le KR Reykjavik. Pour sa première saison en Suède il dispute 17 matchs de championnat et marque 13 buts.
Pour sa deuxième saison au BK Häcken, Paulinho dispute 20 matchs et marque 9 buts permettant à son équipe de finir à la deuxième place et de monter en Allsvenskan.
Pour sa première saison en Allsvenskan, il dispute 26 matchs et marque 7 buts permettant à son équipe de terminer à la cinquième place. Lors de la saison suivante il marquera 8 buts en 24 matchs de championnat.

#### Örebro SK (2011)
Le 16 avril 2011, Paulinho s'engage avec le club suédois de l'Örebro SK. Pour sa première et unique saison au club, il va marquer 4 buts en 19 matchs de championnat.

### Retour BK Häcken (2015-2019)
Paulinho fait son retour au BK Häcken le 15 avril 2015 cependant il ne pourra pas jouer avant l'été 2015. Il n'effectue donc son retour sous le maillot de son club que le 20 juillet 2015 lors d'un match à domicile contre l'Hammarby IF. Lors de ce match il marque 2 buts et permet à son équipe d'obtenir le nul 3 partout.
Il ne joue que la seconde partie de la saison 2015, mais c'est une réussite pour Paulinho qui va marquer 11 buts pour 14 matchs disputer en championnat. Il va avec son club remporter le premier titre de sa carrière la Coupe de Suède 2015. Durant cette compétition, il va jouer 6 matchs dont la finale et marquer 7 buts. Lors de la finale, il est remplaçant, mais rentre en jeu et transforme son tir au but.
Sa deuxième saison au club est plus compliquée à cause de problème au genou et il dispute beaucoup moins de match. Ainsi, il ne va disputer que 11 matchs de championnat, mais il va marquer 9 buts. Il va aussi participer à la Ligue Europa lors de son édition 2016-2017. Il sera éliminé avec son club dès leur entrée dans la compétition par les Irlandais de Cork City.
Pour la saison 2017, il dispute plus de match et va ainsi participer à 25 matchs de championnat et marquer 9 buts, permettant à son équipe de terminer à la 4e place.
La saison 2018 est sa saison la plus réussie d'un point de vue personnel. En effet, Paulinho va être le meilleur buteur du championnat avec 20 buts pour 27 matchs disputés. Le BK Häcken termine à la 5e place du championnat. Il va aussi participer à la campagne européenne 2018-2019 de son club en Ligue Europa. Lors du premier tour, il va marquer un but en Lettonie contre le FK Liepāja et va ainsi aider son équipe à se qualifier. Au tour suivant il ne pourra empêcher la défaite 4-0 de son équipe en Allemagne contre le RB Leipzig. Avec le BK Häcken, il va aussi remporter la Coupe de Suède édition 2019. Il participe à la finale victorieuse 3-0 contre le AFC Eskilstuna.
La saison 2019 se déroule bien pour Paulinho qui va marquer 11 buts pour 21 matchs disputés et ainsi permettre au BK Häcken de terminer à la 6e place. Il participe avec son club à l'édition 2019-2020 de la Ligue Europa et joue la double confrontation contre les Néerlandais de l'AZ Alkmaar sans pouvoir permettre à son club de se qualifier.

### Départ avorté en Israël et retour en Suède à l'Hammarby IF (depuis 2020)
Le 12 octobre 2019, l'Hapoël Beer-Sheva club israëlien de Ligat ha'Al annonce avoir recruté Paulinho pour un an et demi à partir de janvier 2020. Alors que Paulinho est au club depuis moins d'un mois son contrat est résilié à la suite d'une blessure au genou survenu à l'entraînement.
Il retrouve un club seulement quatre jours plus tard, le 24 janvier 2020 en signant en Suède pour l'Hammarby IF un contrat de deux ans.
Pour la saison 2020 de l'Allsvenskan Paulinho dispute 16 matchs avec son nouveau club et marque 3 buts. Il termine avec son club, l'Hammarby IF, à la 8e place du championnat. Il participe avec son club à la Ligue Europa 2020-2021. Lors du premier tour de qualification, il marque un but contre les Hongrois du Puskás Akadémia FC et ne peut empêcher la défaite de son équipe au tour suivant contre les Polonais du Lech Poznań.

## Palmarès de joueur
| BK Häcken - Coupe de Suède (2) : - Vainqueur : 2016 et 2019. |